# Menz
Pour les articles homonymes, voir Menz (homonymie).
Menz ou Manz est une ancienne province historique du nord-ouest de l'Éthiopie située dans les limites de l'actuelle zone Semien Shewa dans la région Amhara (région).
La province était divisée en trois parties : Mama Meder au centre, Lalo Meder au sud et Gera Meder au nord. Elle était bordée par la rivière Mofar au sud, celles d'Adabay et de Wanchet à l'ouest, la rivière Qechene au nord et à l'est par une longue chaîne de montagne, ce qui correspond à peu près à l'emplacement des actuels woredas de Gera Midira Keya Gebriel et de Mam Midrina Lalo Midir.
Menz était la principale province de l'État autonome de Choa. Negasi Krestos, qui était le chef de guerre de la province au XVIIe siècle, a étendu ses pouvoirs vers le sud en conquérant et en se proclamant chef de la province de Choa. Par la suite, Menz est devenue une sous-région de Choa. Durant le règne de l'Empereur Hailé Sélassié Ier, Menz a été intégré à la province de Choa, bien qu'elle ait conservée une certaine autonomie.